# Gardinia anopla
Gardinia anopla är en fjärilsart som beskrevs av Erich Martin Hering 1925. Gardinia anopla ingår i släktet Gardinia och familjen björnspinnare. Inga underarter finns listade i Catalogue of Life.